# Майерсберг
Майерсберг (нем. Meiersberg) — община в Германии, в земле Мекленбург-Передняя Померания.
Входит в состав района Иккер-Рандов. Подчиняется управлению Ам Штеттинер Хаф. Население составляет 454 человека (2009); в 2003 г. — 507. Занимает площадь 10,11 км².
| Год  | Население |
| ---- | --------- |
| 1991 | 468       |
| 1995 | 461       |
| 2000 | 498       |
| 2005 | 481       |
| 2010 | 444       |